# Глезос, Манолис
Манолис Глезос (греч. Μανώλης Γλέζος; 9 сентября 1922, Апиранфос, остров Наксос — 30 марта 2020) — греческий левый политический и общественный деятель, писатель, символ антифашистского движения. Лауреат Международной Ленинской премии «За укрепление мира между народами» (1963). В общей сложности провёл в заключении за свои убеждения 16 лет; четырежды приговаривался к смертной казни.

## Биография

### Ранние годы и Движение Сопротивления
Манолис Глезос родился на острове Наксос в селе Апиранфос, или Аперату.
С 1935 года с семьёй перебрался в Афины. Окончил среднюю школу, работал в аптеке. В 1940 году поступил в Высшую школу экономических и коммерческих исследований (ныне Афинский университет экономики и бизнеса). С 1939 года участвовал в движении сопротивления против итальянской оккупации островов Додеканес и диктатуры Метаксаса. Несмотря на желание сражаться с агрессорами, возраст (17 лет) не позволил ему служить в греческой армии. В условиях итало-немецкой оккупации присоединился к подпольной борьбе, одновременно продолжив работать в Греческой миссии Красного Креста и в Афинском муниципалитете.
В ночь на 31 мая 1941 года вместе с товарищем по подполью Апостолосом Сантасом забрался на Акрополь и сорвал установленный на нём 27 апреля нацистский флаг со свастикой, который находился под усиленной охраной. Это был первый акт сопротивления нацистским оккупантам в Греции, поднявший многих греков на борьбу. Вылазка Глезоса и Сантаса с энтузиазмом была встречена и международным антифашистским движением; за этот подвиг Шарль де Голль назвал Глезоса «первым партизаном Второй мировой войны».
Гитлеровцы заочно приговорили Глезоса и Сантаса к смертной казни. 24 марта 1942 года Манолис Глезос был арестован немецкой охранкой и подвергнут пыткам в тюрьме, в результате чего заболел туберкулёзом. Нацисты выпустили его из заключения, но 21 апреля 1943 года его задержали уже итальянские оккупационные войска. После 3 месяцев пребывания в тюрьме Глезос был освобождён. 7 февраля 1944 года вновь был арестован — на этот раз греческими коллаборационистами. 7 сентября ему удалось бежать.

### После Второй мировой войны
С момента освобождения Греции от оккупантов Манолис Глезос становится редактором (а с 1947 года — главным редактором) печатного органа Коммунистической партии Греции — газеты «Ризоспастис». 10 августа газета была закрыта, а 3 марта 1948 года Манолиса Глезоса арестовали и приговорили к нескольким срокам. К смертной казни впервые был приговорён в октябре 1948 года, а 21 марта 1949 года был приговорён к ней повторно. Однако протесты общественности вынудили власти заменить смертную казнь героя-антифашиста пожизненным лишением свободы. Находясь в тюрьме, Манолис Глезос 9 сентября 1951 года был избран депутатом парламента от Единой демократической левой партии (ЭДА), но власти аннулировали мандат.

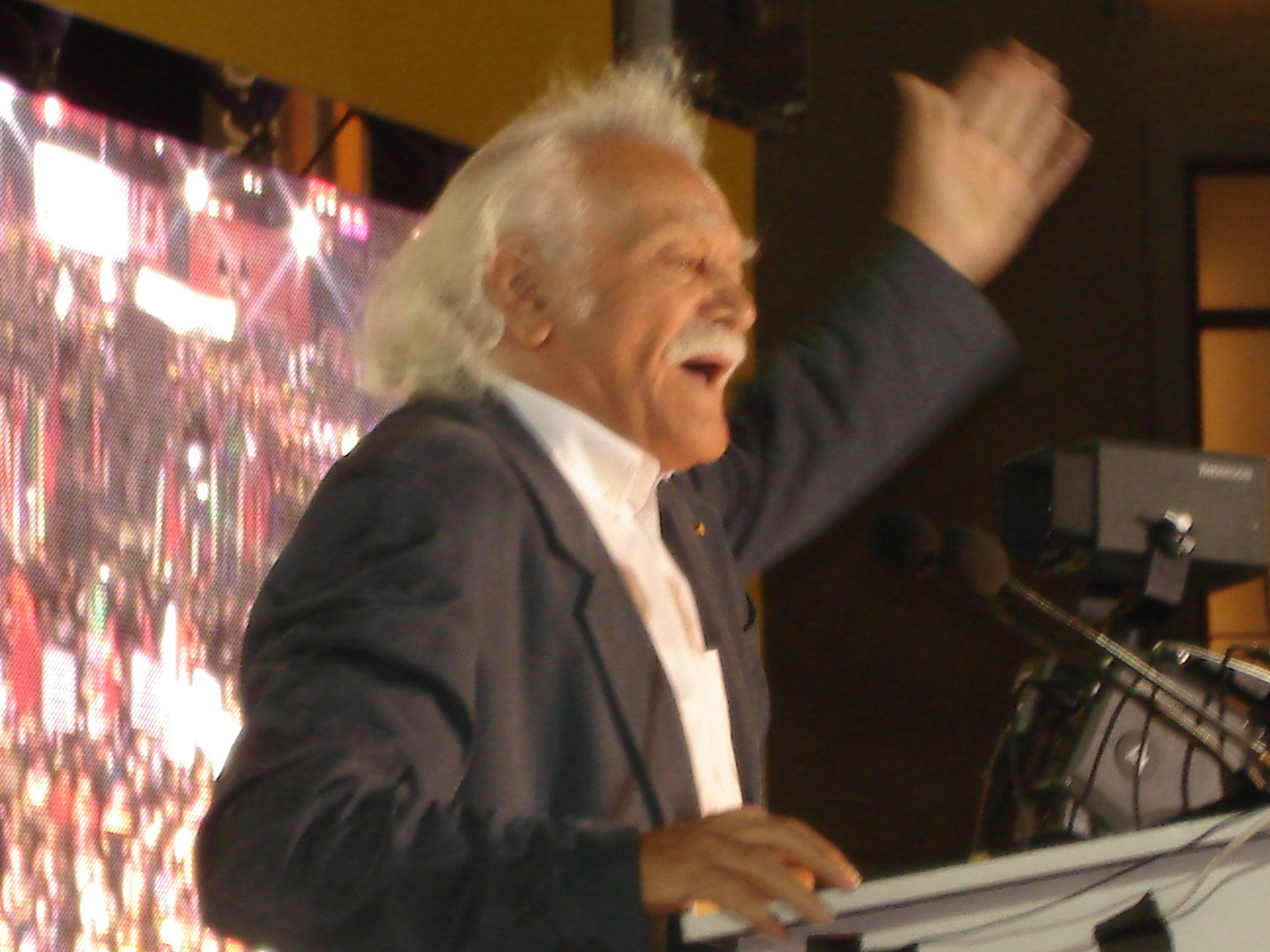
Манолис Глезос выступает на демонстрации Коалиции радикальных левых. Афины, 2007 год.

В 1958 году Манолис Глезос был арестован вместе с несколькими коллегами по ложному обвинению в шпионаже в пользу СССР. В июле 1959 года он был приговорён к 5 годам лишения свободы и 4 годам ссылки, однако в 1962 году под давлением международной общественности был освобождён. Ещё находясь в тюрьме, в 1961 году он вновь был избран в парламент Греции, но мандат во второй раз был аннулирован властями.
В 1967 году Манолис Глезос вновь был арестован в ночь военного переворота хунты «Чёрных полковников» и провёл в тюрьме 4 года.

### Ветеран левого движения
После восстановления в Греции демократии Манолис Глезос занялся возрождением партии ЭДА. В 1981 и 1985 годах избирался членом парламента Греции, а в 1984 также стал депутатом Европейского парламента (по списку Всегреческого социалистического движения). В 1985—1989 годах возглавлял ЭДА, которая сблизилась с партийной Коалицией левых и прогресса (Синаспизмос), в 1991 году преобразованной в единую партию.
В 1986 году добровольно покинул Европарламент, чтобы заняться проектом по реализации прямой демократии и социалистического распределения на местах. Глезос удалился на родной остров Наксос, где был избран председателем местного совета деревни Апиранфос. Ему удалось заменить исполнительную власть местной администрации эффективным механизмом принятия решений всеми жителями этой общины с населением 1100 человек. В результате, в деревне были открыты университет, метеостанция и четыре музея (геологический, археологический, естественной истории и народного искусства).

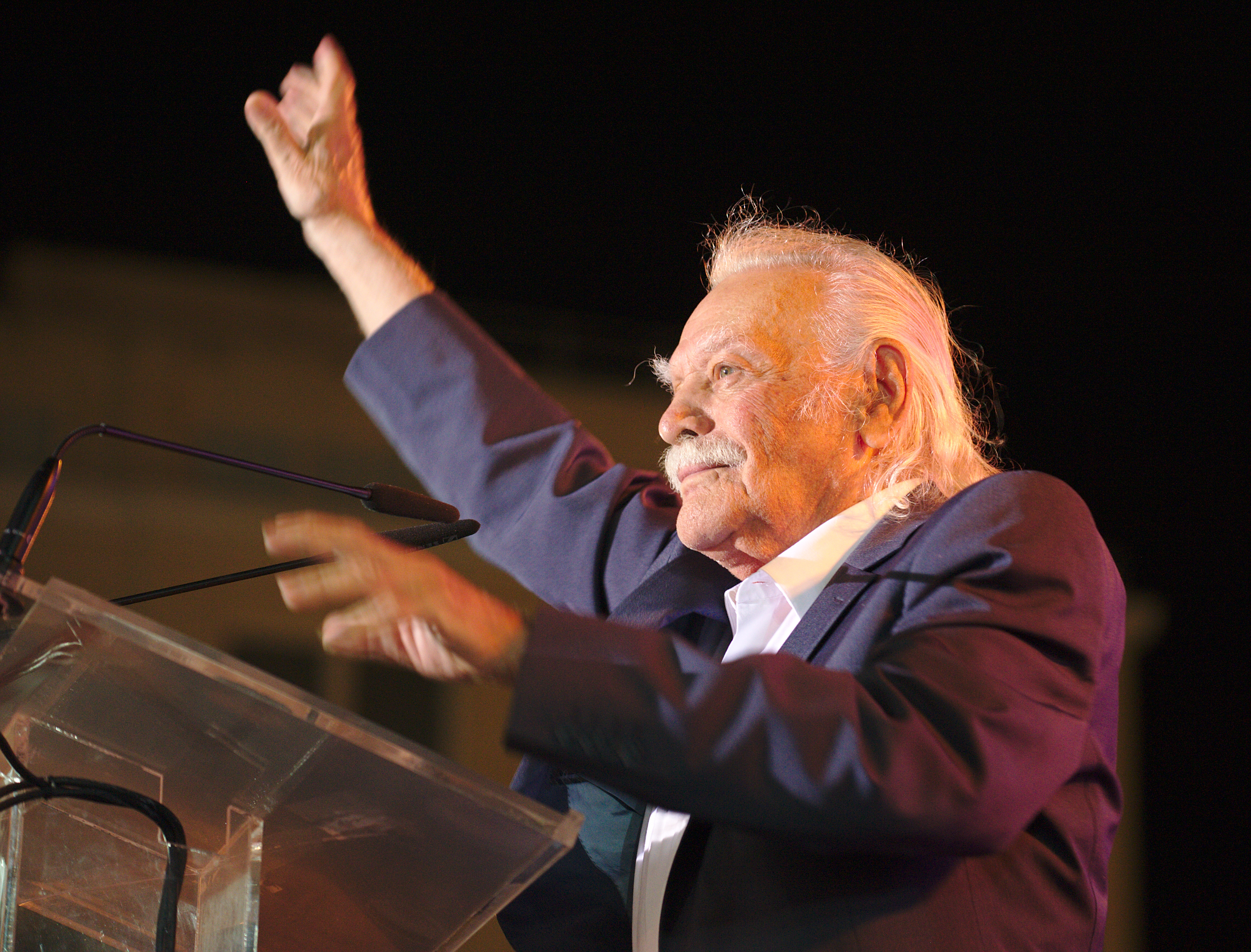
Манолис Глезос выступает на митинге «Народного единства» на площади Омония, 2015 год

На парламентских выборах 2000 года Манолис Глезос возглавил избирательный список левой партии «Синаспизмос». В 2002 году основал собственное политическое объединение «Активные граждане». Предвыборный союз леворадикальных сил вне КПГ, сформировавшийся вокруг него на местных выборах 2002 года в гиперноме Афины-Пирей (административный округ Аттика), завоевал 10,8 % голосов избирателей и 4 места в муниципалитете. В 2004 году возглавляемые Глезосом «Активные граждане» вошли в Коалицию радикальных левых «ΣΥΡΙΖΑ» (СИРИЗА) наряду с «Синаспизмос», а также рядом меньших партий еврокоммунистического, левосоциалистического, троцкистского и маоистского толка.
4 марта 2010 года Манолис Глезос участвовал в демонстрации протеста в Афинах и пострадал от действий полицейских, применивших слезоточивый газ. Газ попал Глезосу, пытавшемуся заступиться за молодых товарищей, прямо в лицо. 87-летний ветеран освободительной борьбы получил ожоги роговицы глаз и впоследствии выступил с лекцией в полицейской академии, призвав силовые структуры отказаться от применения слезоточивого газа против собственного народа.
В 2014 году избран от СИРИЗА в Европарламент. Через несколько месяцев отказался от мандата. На выборах в Парламент Греции в сентябре 2015 года возглавил список «Народного единства» — левого откола от СИРИЗА, выступившего против принятия правительством Ципраса требований введения жёсткой экономии.

## Неполитическая деятельность
Помимо своей политической деятельности Глезос разработал для городка Апиранфос, где он родился, систему для предотвращения наводнений, борьбы с эрозией и сохранения подземных вод, которая работает по конструкции как серия очень малых плотин для перенаправления потоков воды в водоносных горизонтах.
Глезос являлся геологом и экологом-любителем. Он был избран почётным членом Греческого геологического общества (1986, за вклад в популяризацию геологических наук, личный вклад в эти науки и защиту окружающей среды) и Геотехнической палаты Греции (2002, за вклад в науку о воде и защиту окружающей среды). Кроме того, Манолис Глезос был почётным доктором Патрского (1996, за заслуги в развитии геологических наук и защиту окружающей среды), Салоникского (2001, за защиту водных и земельных ресурсов и окружающей среды) и Афинского Политехнического университетов (2003, за вклад в геологию и в горное дело), а также Школы философии Афинского национального университета имени Каподистрия (2008). Коллекция организованного Манолисом Глезосом геологического музея на Наксосе является одной из крупнейших в стране.
Манолис Глезос — автор 12 опубликованных и 13 подготовленных к публикации книг. Его перу принадлежат: «История книги» (издана в 1974), «От диктатуры к демократии» (1974), «Феномен отчуждения в языке» (1977), «Человек и природа», «Национальное сопротивление в 1940—1945 годах» (2006) и другие труды.
Владел английским, французским и итальянским языками. Находясь в тюрьме, самостоятельно выучил русский язык. Неоднократно посещал Советский Союз, где в его поддержку проводились кампании солидарности и был назван пик в Памире. По собственному признанию Глезоса, Н. С. Хрущёв даже предлагал ему работать в Совете экономической взаимопомощи, чтобы внедрить предложенную Глезосом идею единой валюты СЭВ.

## Награды

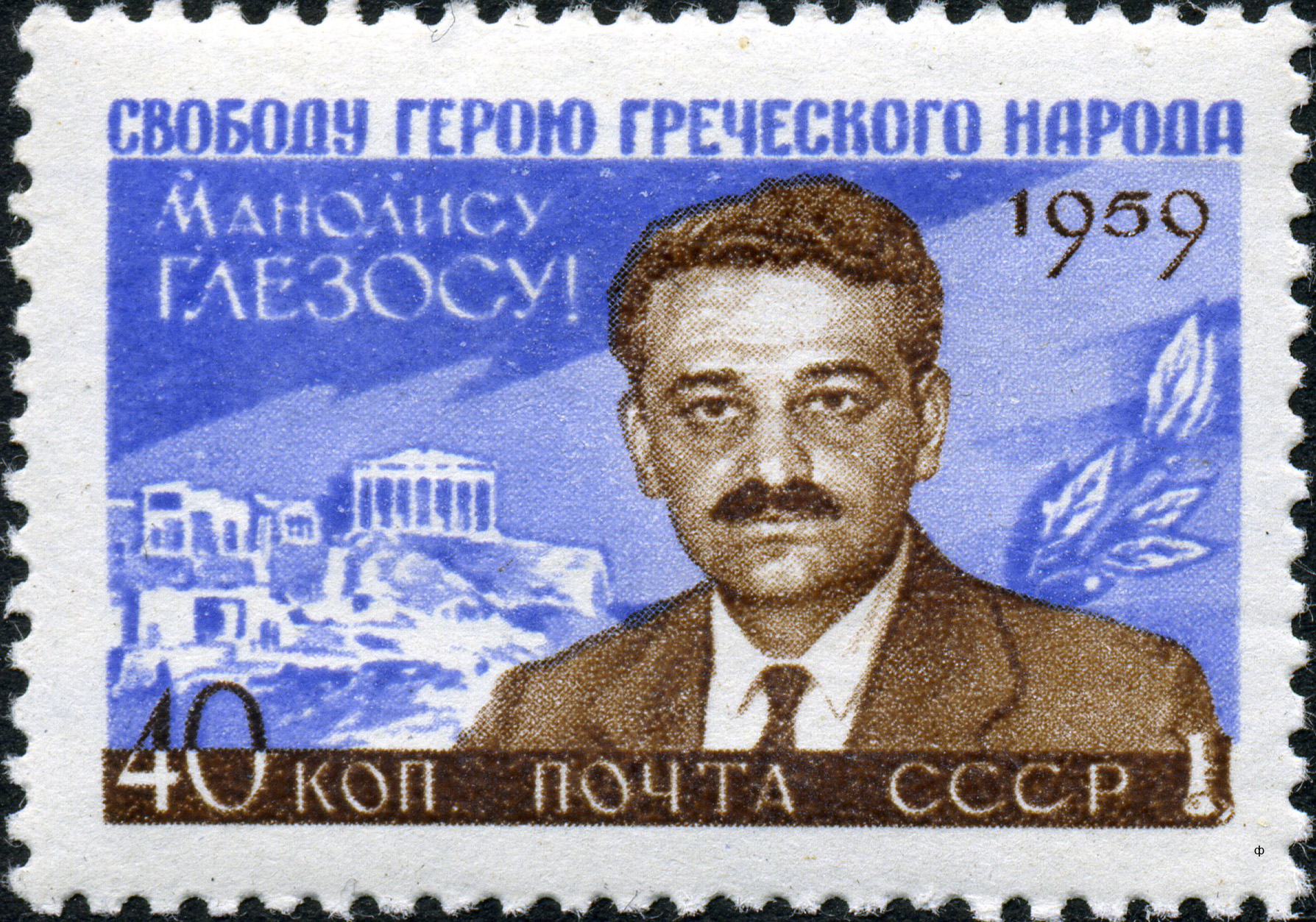
Почтовая марка СССР, 1959 год

- Международная премия журналистики (1958 год).
- «Золотая медаль мира» им. Фредерика Жолио-Кюри Всемирного Совета Мира (1959 год).
- Международная Ленинская премия «За укрепление мира между народами» (1963 год).
- Большой крест ордена Феникса (1997 год).
- Юбилейная медаль «75 лет Победы в Великой Отечественной войне 1941—1945 гг.» (27 февраля 2020[9])

## Фильм
- ЦСДФ (РЦСДФ) (1963). «Манолис Глезос — сын Эллады». Документальный фильм.  38 мин. {{cite episode}}: |series= пропущен или пуст (справка)